# Oxyethira arizona
Oxyethira arizona är en nattsländeart som beskrevs av Ross 1948. Oxyethira arizona ingår i släktet Oxyethira och familjen smånattsländor. Inga underarter finns listade i Catalogue of Life.